# Boutique des sciences
 (juillet 2020).
Une boutique des sciences est une structure, souvent rattachée à un département spécifique d'une université ou d'une ONG, qui fournit un soutien indépendant à la recherche participative en réponse aux préoccupations de la société civile. 
Il s'agit d'une approche de la recherche axée sur la demande et ascendante. Leur travail peut être décrit comme une recherche communautaire. Leur fonction principale est de sensibiliser le public et de donner accès à la science et à la technologie aux profanes ou aux organisations à but non lucratif. 

## Histoire
Les boutiques des sciences ont été créés aux Pays-Bas dans les années 1970 par un groupe d’étudiants en chimie de l’université d’Amsterdam avec l’aide du personnel de l’université. Ce groupe propose des réponses à des questions scientifiques posées par les OSC. Ils recevront plus de 2 000 questions en dix ans.
Progressivement, l'ensemble des universités du pays développent une ou plusieurs Boutiques des sciences, certaines comptant jusqu’à dix Boutiques thématiques (biologie, chimie, etc.), ce qui porte leur nombre total à quarante dès 1981.
Les Boutiques font rapidement école au-delà des frontières, sous des formes parfois différentes, comme les Alliances de recherche universités-communautés (Aruc) au Canada.
En France, la Fédération nationale des Boutiques de Sciences et assimilés (FNBSA) est créée en 1982. Elle sera présidée par John Stewart jusqu’en 1986.

## Fonctionnement
En pratique, cela signifie que les organisations de la société civile peuvent solliciter des chercheurs et scientifiques à un coût faible ou nul. Les boutiques de sciences basées dans les universités offrent aux étudiants la possibilité de faire de la recherche communautaire dans le cadre de leur programme d'études. Les boutiques de sciences ne se limitent pas aux sciences naturelles. Elles peuvent couvrir des sujets dans toutes les disciplines scientifiques, allant des sciences naturelles aux sciences sociales et humaines.
Les boutiques des sciences sont administrées à la fois par des membres du personnel permanent et des étudiants qui filtrent les questions posées par des membres de la société civile. La boutique des sciences transmet ces questions aux étudiants chercheurs et aux professeurs d'université dans l'espoir de trouver des solutions à la question. 

## Les boutiques des sciences en Union européenne
Myriad Science Shops a développé une expertise dans des domaines spécifiques. Par exemple, le premier magasin de sciences rattaché au département de chimie de l'université d'Utrecht était particulièrement compétent dans les rapports d'évaluation sur l'analyse des sols. 
Le système néerlandais a beaucoup contribué aux travaux des écologistes et des travailleurs sociaux. Les boutiques des sciences, en général, ont aidé les écologistes à mieux analyser les polluants industriels et ont aidé les travailleurs à mieux évaluer les conséquences sur la sécurité et l'emploi des nouveaux processus de production. Ils ont également amélioré la compréhension des travailleurs sociaux sur les actions à mener pour des adolescents désengagés 
Le système néerlandais a inspiré des pays européens tels que le Danemark, l'Autriche, l'Allemagne, la Norvège, le Royaume-Uni, la Belgique, la Roumanie, la France et le Portugal. Il existe aussi des boutiques de sciences dans des pays hors de l'Europe comme au Canada. L'atelier des sciences de l'université de Waterloo  au Canada est un centre de services communautaires pour le transfert de connaissances. Les boutiques de sciences du monde entier sont liées par le biais du réseau international de boutiques de sciences Living Knowledge. L'objectif du réseau est de favoriser l'engagement et la participation du public à tous les niveaux du processus de recherche et d'innovation.  
La Commission européenne (CE), qui initie et met en œuvre les politiques de l'Union Européenne et dépense les fonds de l'UE, a été un facteur important dans l'intérêt international et le progrès du mouvement. La CE a financé des études et des projets, tels que SCIPAS, InterActs, ISSNET et TRAMS, qui ont contribué au développement de nouveaux magasins scientifiques. 
Les projets les plus récents, à savoir PERARES (Public Engagement in Research and Researchers Engaging with Society), EnRRICH (Enhancing Responsible Research and Innovation through Curricula in Higher Education), SciShops et InSPIRES ont reçu un financement du 7e programme-cadre de l'Union européenne et de la recherche Horizon 2020.

### Projet PERARES
Le projet d'engagement du public avec la recherche et d'engagement de la recherche avec la société (PERARES) était un projet de quatre ans financé par le 7e programme-cadre de la Communauté européenne. Le projet a débuté en 2010 et visait à renforcer l'engagement du public dans la recherche en impliquant les chercheurs et les organisations de la société civile dans la formulation des programmes de recherche et le processus de recherche.  

### Projet EnRRICH
Le projet Enhancing Responsible Research and Innovation through Curricula in Higher Education ( EnRRICH] ) se déroula de juillet 2015 à décembre 2017. Il améliorera la capacité des étudiants et du personnel de l'enseignement supérieur à développer les connaissances, les compétences et les attitudes pour soutenir l'intégration de la recherche et de l'innovation responsables (RRI) dans les programmes en répondant aux besoins de recherche de la société exprimés par les organisations de la société civile (OSC) . Pour atteindre cet objectif, le projet identifiera, développera, pilotera et diffusera les bonnes pratiques et les ressources pertinentes pour intégrer les cinq agendas politiques RRI « Engagement public », « Enseignement des sciences », « Accès libre », « Éthique » et « Genre » dans programmes académiques à travers l'Europe. En partageant l'apprentissage et en initiant des discussions et des débats aux niveaux institutionnel, national et international au sein du consortium du projet et au-delà, le projet EnRRICH créera une meilleure prise de conscience et améliorera le contexte politique de l'IRR dans les programmes d'études et produira ainsi des programmes plus responsables et diplômés et chercheurs réactifs.